# Jan Keulen
Jan Joseph Keulen (Brunssum, 12 november 1917 – Heerlen, 26 juli 2012, groeide op in Bingelrade), in het verzet Jantje genoemd, was een Nederlandse verzetsstrijder tijdens de Tweede Wereldoorlog.
Jan Keulen werd in 1943 kapelaan in de St. Pancratiusparochie te Heerlen. Door zijn collega Jan Willem Berix werd hem gevraagd te helpen bij het verzet en het onderbrengen van onderduikers in de Landelijke Organisatie voor Hulp aan Onderduikers. Hij werd rayonleider en later na de arrestatie van Berix op 21 juni 1944 districtsleider van Z18 (District Heerlen van de L.O.). Hij werkte samen met velen uit het Limburgs verzet en hield zich bezig met velerlei activiteiten.
Nadat Heerlen op 17 september 1944 was bevrijd, mocht hij tijdens een plechtigheid in het stadhuis Koningin Wilhelmina toespreken en haar een memorandum overhandigen van de Landelijke Organisatie Onderduikers in de Mijnstreek.
Na de oorlog bleef hij tot september 1952 kapelaan te Heerlen en daarna verhuisde hij naar Schinnen waar hij pastoor werd. Tot 1995 was hij emeritus pastoor-deken van Schinnen.
Officier in de Orde van Oranje-Nassau
Drager van het Verzetsherdenkingskruis